# Ich und keine Maske
Ich und keine Maske ist das achte Soloalbum des Berliner Rappers Sido. Es wurde am 27. September 2019 über die Labels Universal Urban und Goldzweig veröffentlicht.

## Produktion
Das Album wurde fast komplett von den Musikproduzenten DJ Desue und X-plosive produziert, die gemeinsam 13 der 14 Lieder produzierten. Lediglich am Song Fällig war auch der Produzent Abaz beteiligt, während der Track Schono ke von DJ Desue allein produziert wurde.

## Covergestaltung
Das Albumcover zeigt eine Totenkopf-Maske in Orange-Rot, die der Maske, die Sido am Anfang seiner Karriere trug, ähnelt. Mittig vor der Maske befinden sich die Schriftzüge Sido sowie Ich und keine Maske in Gelb bzw. Weiß. Der Hintergrund ist komplett weiß gehalten.

## Gastbeiträge
Auf acht Liedern des Albums sind neben Sido zehn andere Künstler vertreten. So haben die Rapper Samra und Kool Savas Gastauftritte im Song High, während auf Pyramiden der Sänger Johannes Oerding zu hören ist. Yonii und Beka unterstützen Sido auf Melatonin, und der Sänger Monchi ist am Stück Leben vor dem Tod beteiligt. Der Track Energie ist eine Zusammenarbeit mit dem Rapper Luciano und der Sängerin Karen Firlej, während der Rapper Apache 207 auf 2002 in Erscheinung tritt. Zudem ist der Sänger Nico Santos auf Fällig vertreten und der Rapper Casper hat einen Gastauftritt bei Schono ke.

## Titelliste
| #  | Titel                 | Gastmusiker           | Produzent(en)             | Länge |
| -- | --------------------- | --------------------- | ------------------------- | ----- |
| 1  | Wie Papa              |                       | DJ Desue, X-plosive       | 2:40  |
| 2  | Junge von der Strasse |                       | DJ Desue, X-plosive       | 3:19  |
| 3  | Melatonin             | Yonii, Beka           | DJ Desue, X-plosive       | 3:05  |
| 4  | 2002                  | Apache 207            | DJ Desue, X-plosive       | 3:57  |
| 5  | Leben vor dem Tod     | Monchi                | DJ Desue, X-plosive       | 2:45  |
| 6  | Beste Zeit            |                       | DJ Desue, X-plosive       | 2:47  |
| 7  | High                  | Samra, Kool Savas     | DJ Desue, X-plosive       | 3:48  |
| 8  | Energie               | Luciano, Karen Firlej | DJ Desue, X-plosive       | 3:03  |
| 9  | Jedes Geheimnis       |                       | DJ Desue, X-plosive       | 2:40  |
| 10 | Papu                  |                       | DJ Desue, X-plosive       | 3:05  |
| 11 | Fällig                | Nico Santos           | DJ Desue, X-plosive, Abaz | 2:45  |
| 12 | Das Buch              |                       | DJ Desue, X-plosive       | 3:38  |
| 13 | Schono ke             | Casper                | DJ Desue                  | 3:03  |
| 14 | Pyramiden             | Johannes Oerding      | DJ Desue, X-plosive       | 3:06  |

## Chartplatzierungen und Singles
Ich und keine Maske stieg am 4. Oktober 2019 auf Platz eins in die deutschen Albumcharts ein und konnte sich insgesamt 64 Wochen in den Top 100 halten, davon vier Wochen in den Top 10. Es wurde zu seinem vierten Nummer-eins-Album in Deutschland und ist zugleich das am längsten in den Charts platzierte Album des Rappers, womit es Ich und meine Maske (44 Chartwochen) ablöste. Darüber hinaus erreichte das Album auch die Chartspitze der deutschen Hip-Hop-Charts sowie die Chartspitze der deutschen deutschsprachigen Albumcharts. In den Hip-Hop-Charts ist es sein fünfter Nummer-eins-Erfolg, in den deutschsprachigen Albumcharts bereits sein siebter. In Österreich erreichte es ebenfalls Rang eins und in der Schweiz Rang zwei.
| ChartsChartplatzierungen | Höchstplatzierung | Wochen |
| ------------------------ | ----------------- | ------ |
| Deutschland (GfK)        | 1 (64 Wo.)        | 64     |
| Österreich (Ö3)          | 1 (59 Wo.)        | 59     |
| Schweiz (IFPI)           | 2 (54 Wo.)        | 54     |

In den deutschen Jahrescharts 2019 belegte Ich und keine Maske Platz 32, in Österreich Rang 39 und in der Schweiz Position 28. In den deutschen Album-Jahrescharts 2020 erreichte es Platz 77, in Österreich Position 65 sowie in der Schweiz Rang 92.
| ChartsJahrescharts (2019) | Platzierung |
| ------------------------- | ----------- |
| Deutschland (GfK)         | 32          |
| Österreich (Ö3)           | 39          |
| Schweiz (IFPI)            | 28          |

| ChartsJahrescharts (2020) | Platzierung |
| ------------------------- | ----------- |
| Deutschland (GfK)         | 77          |
| Österreich (Ö3)           | 65          |
| Schweiz (IFPI)            | 92          |

Im Vorfeld des Albums wurden die Lieder Wie Papa, Das Buch, Melatonin, Energie, Leben vor dem Tod, High und Pyramiden als Singles veröffentlicht. Alle Auskopplungen erreichten die Charts, wobei Energie mit Platz zehn in Deutschland am erfolgreichsten war. Nach Albumveröffentlichung stieg zudem der Song 2002 aufgrund von Downloads und Streaming auf Rang sechs in die deutschen Charts ein und erhielt für über 600.000 Verkäufe eine dreifache Goldene Schallplatte in Deutschland. Zudem erreichte das Lied in Österreich Platinstatus sowie in der Schweiz Goldstatus für mehr als 30.000 bzw. 10.000 verkaufte Einheiten und war somit erfolgreicher als alle Singles. Des Weiteren wurden die Singles Wie Papa, Das Buch, Melatonin, Energie und Leben vor dem Tod in der Schweiz mit jeweils einer Goldenen Schallplatte ausgezeichnet.

## Verkaufszahlen und Auszeichnungen
Für mehr als 100.000 verkaufte Einheiten erhielt Ich und keine Maske in Deutschland im November 2020 eine Goldene Schallplatte. Auch in der Schweiz wurde das Album mit einer Goldenen Schallplatte für mehr als 10.000 Verkäufe ausgezeichnet.
| Land/Region        | Auszeichnungen für Musikverkäufe (Land/Region, Auszeichnung, Verkäufe) | Verkäufe |
| ------------------ | ---------------------------------------------------------------------- | -------- |
| Deutschland (BVMI) | Gold                                                                   | 100.000  |
| Schweiz (IFPI)     | Gold                                                                   | 10.000   |
| Insgesamt          | 2× Gold ·                                                              | 110.000  |

## Rezeption
| Professionelle Bewertungen | Professionelle Bewertungen |
| -------------------------- | -------------------------- |
| Kritiken                   |                            |
| Quelle                     | Bewertung                  |
| laut.de                    | [ 16 ]                     |

Dominik Lippe von laut.de bewertete Ich und keine Maske mit vier von möglichen fünf Punkten. Sido löse mit dem Album sein „Pop-Versprechen“ ein und kreiere einen Sound der „perfekt fürs Radio geeignet“ sei. Einige Lieder hätten „eine Spur aufwieglerischer sein dürfen,“ wobei „zunehmend das eigene Ende“ mitschwinge. „Das größte Hitpotenzial“ wird dem Song 2002 bescheinigt.